# Controlador de dispositivos gráficos de fuente abierta y libre

Todo se ejecuta en la CPU. ¿Todo? No todo... algunos datos se envían a la GPU, junto con instrucciones de GPU para ser ejecutadas por la misma. Los resultados presentados no se envían de vuelta, sino que se almacenan en un framebuffer. El contenido del framebuffer se envía al controlador de visualización.

Un controlador de dispositivo gráfico de fuente abierta y libre es un software que controla el hardware de gráficos por ordenador y soporta el renderizado de gráficos API y se libera bajo una licencia de software libre y de código abierto.
Los controladores de dispositivos gráficos se escriben para un hardware específico, para trabajar dentro del contexto de un núcleo específico de sistema operativo y de apoyo a una serie de APIs que utilizan las aplicaciones para acceder al hardware de gráficos. También pueden controlar la salida a la pantalla, si el controlador de pantalla es parte del hardware de gráficos. La mayoría de los controladores de dispositivo de gráficos de código libre y abierto se desarrollan a través del Proyecto Mesa.